# C-Train
Le C-Train (ou CTrain) est le réseau de transport en commun ferroviaire de type métro léger de la ville de Calgary en Alberta au Canada. Il est géré par Calgary Transit une administration de la ville.

## Histoire
La première ligne du C-Train, la « South Line » (ligne sud), a ouvert le 25 mai 1981. Elle va de la gare 10th Street Southwest à la gare Anderson, avec des sections sur une rue (« 7th Avenue Transit Mall ») et 17 arrêts. Le 27 avril 1985. La deuxième ligne, la « Northeast Line » (ligne nord-est) va de la gare Whitehorn, avec 9,8 km et 8 arrêts nouveaux. La « Northwest Line » (ligne nord-ouest), la troisième ligne, a ouvert le 7 septembre 1987 pour les XVe Jeux olympiques d'hiver, de la gare University à (Université de Calgary) à Sunnyside, avec 5,5 km et 5 stations nouvelles.
La ligne nord-ouest a été prolongée d'un kilomètre jusqu'à l'arrêt Brentwood le 31 août 1990 puis jusqu'à Dalhousie, 2,7 km plus loin, en 2003.
La ligne sud a été prolongée jusqu'à la Fish Creek-Lacombe le 9 octobre 2001 (3,6 km et 2 arrêts nouveaux), et à Somerset-Bridlewood le 28 juin 2004 (2,7 km et 2 arrêts nouveaux).
La ligne nord-est a été prolongée jusqu'à McKnight-Westwinds le 17 décembre 2007, avec 3,2 km et un nouvel arrêt.
Prolongation de la ligne nord-ouest jusqu'au nouvel arrêt Crowfoot-Centennial en 2009, avec 2,8 km de ligne.

## Matériel roulant
Le matériel roulant du C-Train est composé de 86 rames Siemens-Duewag U2 (les trains originaux) et 73 rames SD-160 (nouveau matériel), toutes fabriquées par Siemens. Les rames Siemens-Duewag U2 sont basés sur un modèle utilisé par le métro de Francfort. Les Siemens-Duewag U2 sont aussi utilisées à Edmonton (Alberta) et à San Diego (Californie), tandis que les SD-160 sont aussi utilisées à Denver (Colorado), Salt Lake City (Utah), et San Diego, et dans l'avenir à Edmonton. Tous les trains de C-Train sont alimentés en utilisant l'énergie éolienne, et ils sont à plancher haut.

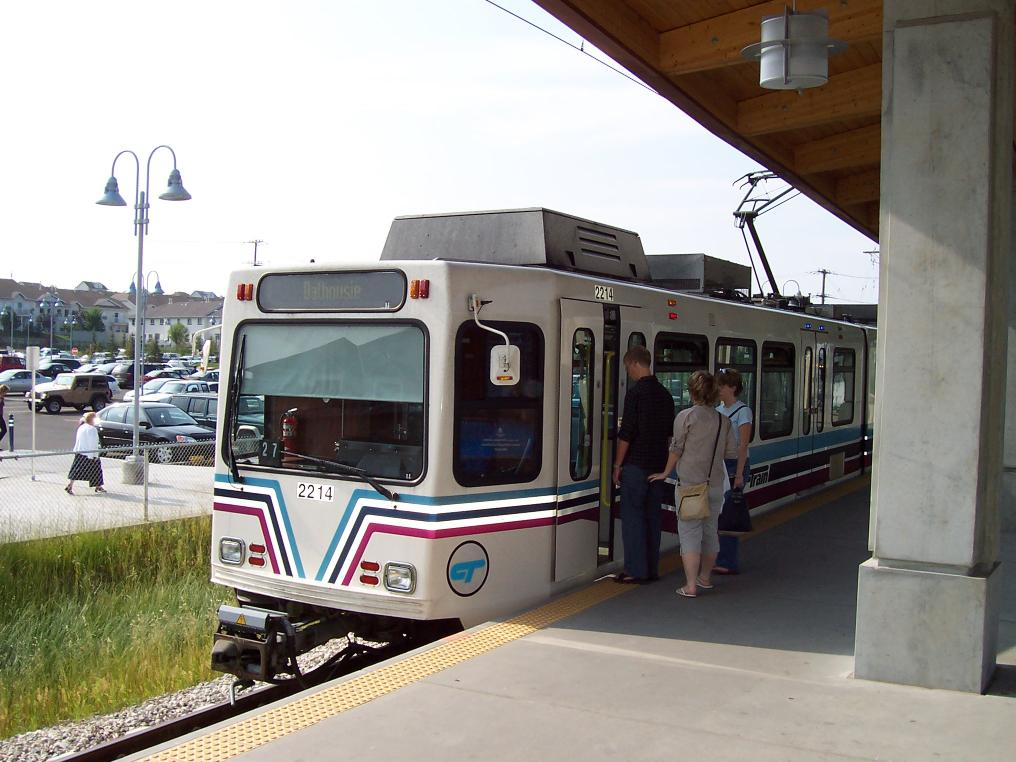
Un train Siemens SD-160. Les rames les plus récentes sont des SD-160 mais la plupart des trains Siemens-Duewag U2 trains (les trains originaux) restent en activité.

## Les lignes
Le C-Train est composé de deux lignes qui sont identifiées par un numéro et une couleur. Elles sont :
- Ligne 201 (Rouge - Red Line) : Crowfoot - Somerset-Bridlewood (30,7 km et 28 stations).
- Ligne 202 (Bleue - Blue Line) : 10th Street Southwest (« City Centre », ou centre-ville) - McKnight-Westwinds (14,6 km et 19 stations)

### Stations sur la ligne 201
| Station                      | Ligne      | Lieu         | Ouverture | Coordonnées          |
| ---------------------------- | ---------- | ------------ | --------- | -------------------- |
| Tuscany                      | 201        | NW           | 2014      | 51,13417, −114,23417 |
| Crowfoot                     | 201        | NW           | 2009      | 51,1225, −114,20667  |
| Dalhousie                    | 201        | NW           | 2003      | 51,10333, −114,16083 |
| Brentwood                    | 201        | NW           | 1990      | 51,0875, −114,13222  |
| University                   | 201        | NW           | 1987      | 51,08028, −114,12306 |
| Banff Trail                  | 201        | NW           | 1987      | 51,07083, −114,11528 |
| Lions Park                   | 201        | NW           | 1987      | 51,065, −114,10333   |
| SAIT/ACAD/Jubilee            | 201        | NW           | 1987      | 51,06306, −114,09111 |
| Sunnyside                    | 201        | NW           | 1987      | 51,05583, −114,08417 |
| 8 Street Southwest           | 201 et 202 | Centre ville | 1981      | 51,04694, −114,08111 |
| 6th/7th St. SW               | 201 et 202 | Centre ville | 1981      | 51,04667, −114,075   |
| 3rd/4th St. SW               | 201 et 202 | Centre ville | 1981      | 51,04667, −114,07028 |
| 1st St. SW/Centre St.        | 201 et 202 | Centre ville | 1981      | 51,04667, −114,06417 |
| Olympic Plaza/City Hall      | 201 et 202 | Centre ville | 1981      | 51,04639, −114,05806 |
| Victoria Park/Stampede       | 201        | S            | 1981      | 51,03833, −114,0583  |
| Erlton/Stampede              | 201        | S            | 1981      | 51,03222, −114,05861 |
| 39th Avenue                  | 201        | S            | 1981      | 51,0175, −114,06167  |
| Chinook                      | 201        | S            | 1981      | 50,9972, −114,06611  |
| Heritage (desservant Acadia) | 201        | S            | 1981      | 50,97861, −114,07417 |
| Southland                    | 201        | S            | 1981      | 50,96417, −114,07667 |
| Anderson                     | 201        | S            | 1981      | 50,95472, −114,07472 |
| Canyon Meadows               | 201        | S            | 2001      | 50,9361, −114,07     |
| Fish Creek-Lacombe           | 201        | S            | 2001      | 50,92306, −114,07278 |
| Shawnessy                    | 201        | S            | 2004      | 50,91056, −114,07056 |
| Somerset-Bridlewood          | 201        | S            | 2004      | 50,89917, −114,06917 |

### Stations sur la ligne 202
| Station                 | Ligne      | Lieu         | Ouverture | Coordonnées          |
| ----------------------- | ---------- | ------------ | --------- | -------------------- |
| 10th St. SW             | 202        | Centre ville | 1985      | 51,04694, −114,08278 |
| 8th St. SW              | 201 et 202 | Centre ville | 1981      | 51,04694, −114,08111 |
| 6th/7th St. SW          | 201 et 202 | Centre ville | 1981      | 51,04667, −114,075   |
| 3rd/4th St. SW          | 201 et 202 | Centre ville | 1981      | 51,04667, −114,07028 |
| 1st St. SW/Centre St.   | 201 et 202 | Centre ville | 1981      | 51,04667, −114,06417 |
| Olympic Plaza/City Hall | 201 et 202 | Centre ville | 1981      | 51,04639, −114,05806 |
| 3rd St. SE              | 202        | Centre ville | 1985      | 51,04611, −114,05472 |
| Bridgeland/Memorial     | 202        | SE           | 1985      | 51,04889, −114,04056 |
| Zoo                     | 202        | SE           | 1985      | 51,0475, −114,025    |
| Barlow/Max Bell         | 202        | SE           | 1985      | 51,04583, −114,00694 |
| Franklin                | 202        | SE           | 1985      | 51,0472, −113,99389  |
| Marlborough             | 202        | NE           | 1985      | 51,05889, −113,98167 |
| Rundle                  | 202        | NE           | 1985      | 51,075, −113,98167   |
| Whitehorn               | 202        | NE           | 1985      | 51,08639, −113,98167 |
| McKnight-Westwinds      | 202        | NE           | 2007      | 51,09778, −113,98167 |
| Martindale              | 202        | NE           | 2012      | 51,11778, −113,96806 |
| Saddletown              | 202        | NE           | 2012      | 51,12444, −113,94917 |

## Projets
La ligne verte (Green Line), qui ira de North Pointe dans le nord de la ville via le centre-ville à Seton dans le sud-est est en planification. La nouvelle ligne sera longue de 40 km.
Carte de la ligne Verte (Green-Line)